# さよならまたな
「さよならまたな」は、日本のJ-POPユニット、ET-KINGの8枚目（メジャー6枚目）のシングルである。発売元はユニバーサルミュージック。

## 収録曲
1. さよならまたな(5:02)
作詞：ET-KING、
作曲：ET-KING
Produced by 亀田誠治
2. 月(4:06)
作詞：ET-KING、
作曲：TENN
3. さよならまたな (Instrumental)
4. 月 (Instrumental)

## タイアップ
- さよならまたな
  - フジテレビ系『ウチくる!?』エンディングテーマ

## 収録CD,DVD
[CD]
- SOUL LAUNDRY
- 10-ten-
- シングル コレクション!
- 20th Anniversary ALL TIME BEST -Journey-(通常盤)

[DVD]
- 見放題!～ET-KING VIDEO CLIP COLLECTION～
- LIVE TOUR 2008“どてっぱらにどっかん”
- LIVE TOUR 2009~老若男女灼熱謝恩ダンスホール
- ワンマンライブ「歌えや大阪! 踊れや日本!」
- ライブ シングルコレクション!
- ET-KING結成15周年記念全国ツアー～おまえとおったらおもろいわ!～

## テーマ
リーダー、イトキンのかけがえのない“連れ”と離れるとき、「さよなら」ではなく、お互い胸を張って再会できることを期待して「さよならまたな！」で進めば、より大きくなってまた会える！という思いが背景にある。
この曲の歌詞は、その悲しみを“ポジティヴに生きていく勇気”に変えようという願いを込めて、ET-KINGのメンバー全員で一言一句、言葉を選び抜いて作った。
この曲はライヴの最後に歌うことが多い。